# پاتریس دو مک ماهون
پاتریس دو مک ماهون، دوک دو مَگنتا (به فرانسوی: Patrice de Mac-Mahon,
duc de Magenta) ‏ (۱۸۰۸ – ۱۸۹۳) دومین رئیس‌جمهور جمهوری سوم فرانسه بین سالهای ۱۸۷۵ تا ۱۸۷۹ بود.